# فرانك ينسن

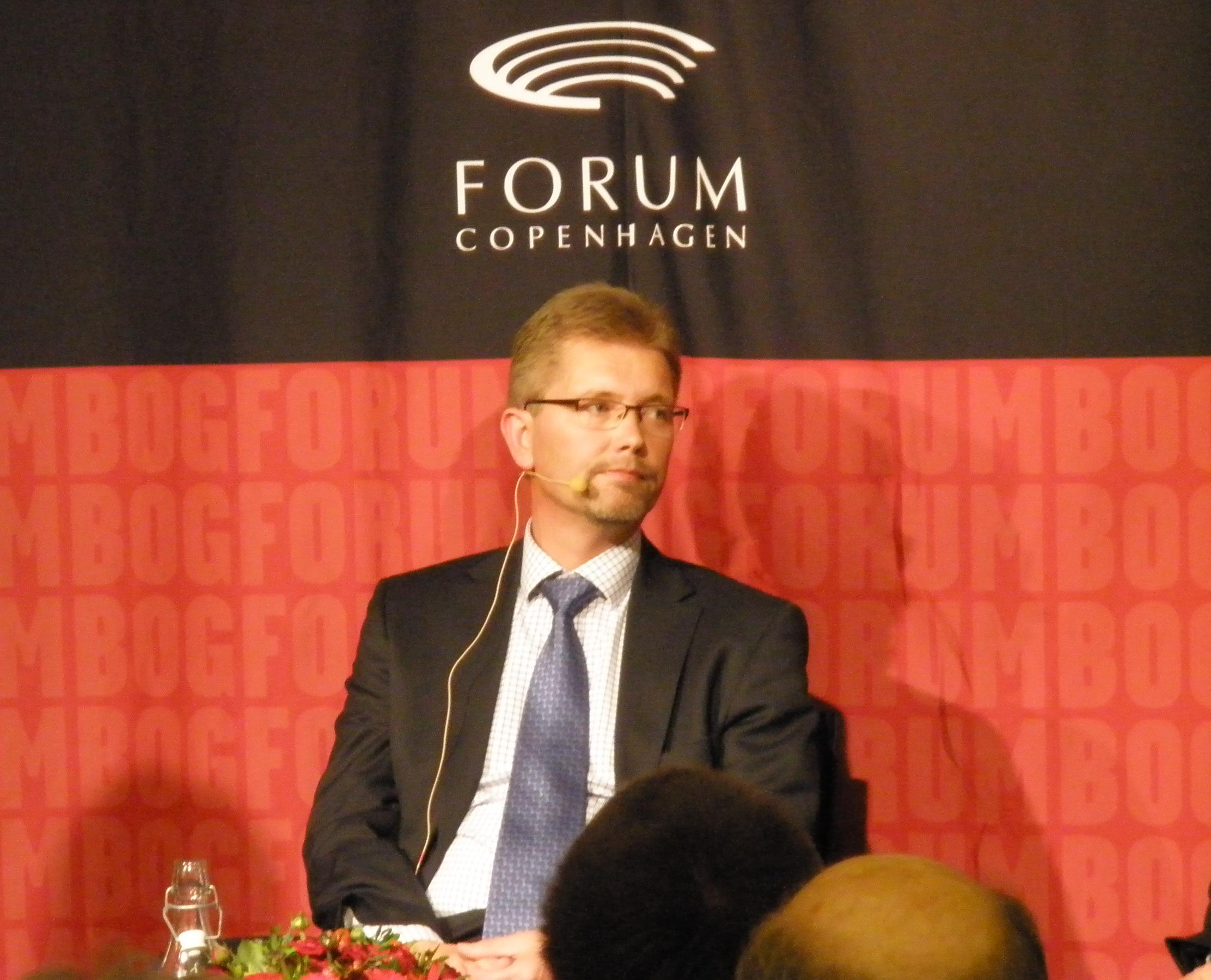
صورة لفرانك ينسن في سنة 2010

فرانك ينسن (بالدانماركية Frank Jensen) . (مواليد 28 أيار - مايو من سنة 1961 م) . وهو سياسي دنماركي ينتمي إلى الحزب الديمقراطي الاجتماعي الدانماركي ويشغل حاليا منصب عمدة مدينة كوبنهاغن منذ 1 كانون الثاني - يناير من سنة 2010 م . كما شغل جنسن منصب وزير للبحوث مابين 27 سبتمبر 1994 إلى 30 ديسمبر 1996 . وشغل كذلك منصب وزير العدل من 30 ديسمبر 1996 إلى 27 نوفمبر 2001 .